# Spencer Breslin
Spencer Breslin (New York, 18 maggio 1992) è un attore statunitense.

## Biografia
Figlio di Kim e Michael Breslin, fratello minore di Ryan Breslin e fratello maggiore dell'attrice Abigail Breslin. 
Esordisce nel 2000 con il film Faccia a faccia, con a Bruce Willis. Successivamente ha preso parte in Che fine ha fatto Santa Clause?.
Ha lavorato anche come doppiatore per vari film d'animazione e cartoni animati.

## Filmografia

### Attore

#### Cinema
- Faccia a faccia (The Kid), regia di Jon Turteltaub (2000)
- Ti presento i miei (Meet the Parents), regia di Jay Roach (2000)
- Che fine ha fatto Santa Clause? (The Santa Clause 2), regia di Michael Lembeck (2002)
- Il gatto... e il cappello matto (The Cat in the Hat), regia di Bo Welch (2003)
- Quando meno te lo aspetti (Raising Helen), regia di Garry Marshall (2004)
- Principe azzurro cercasi (The Princess Diaries 2: Royal Engagement), regia di Garry Marshall  (2004)
- Shaggy Dog - Papà che abbaia... non morde (The Shaggy Dog), regia di Brian Robbins (2006)
- Capitan Zoom - Accademia per supereroi (Zoom), regia di Pete Hewitt (2006)
- Santa Clause è nei guai (The Santa Clause 3: The Escape Clause), regia di Michael Lembeck (2006)
- E venne il giorno (The Happening), regia di M. Night Shyamalan (2008)
- Harold, regia di T. Sean Shannon (2008)
- Stuck in Love, regia di Josh Boone (2012)
- Perfect Sisters, regia di Stanley M. Brooks (2014)
- L'odio che uccide (Some Kind of Hate), regia di Adam Egypt Mortimer (2015)
- Darkness of Man, regia di James Cullen Bressack (2024)

#### Televisione
- Casa e chiesa (Soul Man) - serie TV, 3 episodi (1997-1998)
- Law & Order - I due volti della giustizia (Law & Order) - serie TV, episodio 9x01 (1998)
- La tempesta del secolo (Storm of the Century) - miniserie TV (1999)
- Il più bel regalo di Natale (The Ultimate Christmas Present), regia di Greg Beeman – film TV (2000)
- Kate Brasher - serie TV, 1 episodio (2001)
- Robertson's Greatest Hits - Serie TV (2001)
- Mamma in sciopero (Mom's on Strike) – film TV (2002)
- You Wish! - Attenzione ai desideri (You Wish!), regia di Paul Hoen – film TV (2003)
- Teamo Supremo – serie TV, 13 episodi (2002-2003)
- Wonderfalls – serie TV, episodio Pat il grasso (2004)
- Center of the Universe – serie TV, 12 episodi (2004-2005)

### Doppiatore
- Ritorno all'Isola che non c'è (Return to Never Land), regia di Robin Budd e Donovan Cook (2002)

## Discografia

### Album
- 2012 – Labor Day

## Riconoscimenti
Breslin ha conseguito una vittoria agli Young Artist Awards e 5 candidature, di cui 3 per la medesima categoria, 1 per i Saturn Awards e 1 per gli YoungStar Awards.

## Doppiatori italiani
Nelle versioni in italiano delle opere in cui ha recitato, Spencer Breslin è stato doppiato da:
- Flavio Aquilone in Faccia a faccia, Che fine ha fatto Santa Clause?, Santa Clause è nei guai, Capitan Zoom - Accademia per supereroi, Mamma in sciopero
- Furio Pergolani in Shaggy Dog - Papà che abbaia... non morde
- Sebastiano Tiraboschi ne Il gatto... e il cappello matto
- Gabriele Patriarca in You Wish! - Attenzione ai desideri
- Giacomo Lo Verso in Quando meno te lo aspetti
- Francesco Falco in Darkness of Man

Da doppiatore è sostituito da:
- Fabrizio De Flaviis in Ritorno all'Isola che non c'è